# Amaury Capiot
Amaury Capiot (Tongeren, Limburg, 25 de juny de 1993) és un ciclista belga, professional des del 2015 i actualment a l'equip del Arkéa-B&B Hotels.
És fill del també ciclista Johan Capiot.

## Palmarès
- 2015
  - 1r a la Gant-Menin
  - 1r a la Remouchamps-Ferrières-Remouchamps
- 2015
  - 1r a l'Omloop Mandel-Leie-Schelde
- 2022
  - 1r al Gran Premi La Marseillaise
  - Vencedor d'una etapa als Boucles de la Mayenne
- 2024
  - Vencedor d'una etapa al Tour d'Oman

### Resultats al Tour de França
- 2022. 85è de la classificació general